# Doblba!
Doblba! je český film z roku 2005 režiséra Petra Vachlera.

## Děj
Příběh filmu se odehrává v Praze v rozvětvené rodině Mukových. Hlavní hrdina je Karel Muk, chlapík s jednoduchými sny, který žije s Terezou, nevlastní matkou jeho dcery Valinky. Karel pracuje jako správce hřbitova. Jeho bratr Robert je přesný opak. Je sebevědomý podnikatel a nejmladší bratr Pavel se stále nemůže rozhodnout, jestli má smysl najít život v ochraně šumavských hvozdů, nebo v erotických hrách se sekretářkou.
Krátce před Vánoci padne do klína Mukových nečekané dědictví. Možnost zbohatnout je spouštěcí moment pro řadu osudových sledů událostí, které jednotlivé členy rodiny potkají. Nic nebude jako dřív, ale náhody neexistují. Když Karel a Robert řeknou svým ženám o podfuku na babičku s hrobkou, jsou obě proti a odmítají jet na Vánoce k rodičům svých mužů a chtějí Štědrý den strávit jen s Valinkou. K rodičům jede jen Karel a Pavel, Robert se staví později.
Rodina se začne ale záhy hádat. Největší rozpor začne, když Pavel otevře dárek pro babičku, kterým je hrobka. Otec Josef Muk se slabým srdcem se začíná rozčilovat a vyrazí s lahví vodky do dlouhé zimy. Když spatří Ježíše, postihne ho na rohu ulice infarkt – tentokrát poslední. Karel se ho snaží najít a najde ho ležet ve sněhu. Nehodlá se s tím smířit a na místě se začne motat, až do něj narazí auto, které řídil Robert.
Další den se v novinách začne psát o dvojnásobné smrti u Mukových. Robert se snaží tvářit, jako že se ho smrt hluboce dotkla. Otec Josef se synem leží vedle sebe v márnici, kde se Karel probudí. Dostane se ven a začíná bloudit městem a rozhodne se jet domů. V okně bytu uvidí Roberta, jak se líbá s Terezou. Karel začíná chápat, že je mu Tereza s jeho bratrem dlouho nevěrná.

## Obsazení
| Jaroslav Dušek     | Karel Muk        |
| Vlasta Dušek       | Josef Muk        |
| Petr Čtvrtníček    | Robert Muk       |
| Marek Daniel       | Pavel Muk        |
| Lenka Krobotová    | Tereza           |
| Nela Boudová       | manželka Roberta |
| Olga Schmidtová    | babička          |
| Cyril Drozda       | pohřebák I.      |
| Josef Polášek      | pohřebák II.     |
| Tomáš Matonoha     | lékař            |
| Valerie Vachlerová | Valinka          |